# مبارز خیابانی ۲
مبارز خیابانی ۲: سلحشور جهانی (به انگلیسی: Street Fighter II) یک بازی ویدئویی به سبک مبارزه‌ای ساخته و منتشر شده توسط شرکت کپ‌کام است. این بازی نخستین بار در فوریه ۱۹۹۱ برای دستگاه بازی آرکید عرضه شد و سازنده آن کپ‌کام است.